# Drag Race Brasil (1.ª temporada)
A primeira temporada de Drag Race Brasil estreou em 30 de agosto de 2023. Ela foi exibida pela MTV e Paramount+ na América Latina, incluindo Brasil, e pela WOW Presents Plus internacionalmente.
A vencedora desta primeira edição foi a drag carioca Organzza, com Betina Polaroid, Hellena Malditta e Miranda Lebrão como finalistas. Aquarela foi eleita Miss Simpatia.

## Produção
Em agosto de 2022, a World of Wonder, produtora por trás de RuPaul's Drag Race, postou três chamadas de elenco nas redes sociais. As chamadas de elenco eram para novas adaptações de Drag Race em potencial no Brasil, Alemanha e México. O prazo para os concorrentes em potencial foi definido para 26 de agosto, com o prazo para envio do vídeo de audição definido para 9 de setembro de 2022. Em dezembro, foi confirmado que as novas edições da franquia Drag Race estrearão na MTV e Paramount+ em seus respectivos territórios.
No dia 12 de julho de 2023, o cantor e drag queen brasileiro Grag Queen foi confirmado como apresentador da competição, Grag ficou conhecido por vencer a primeira temporada do reality show Queen of the Universe, produzido pela World of Wonder.

## Participantes
As idades, nomes e cidades indicadas referem-se à época das filmagens (2023).
| Concorrente      | Idade | Cidade de origem                   | Posição    |
| ---------------- | ----- | ---------------------------------- | ---------- |
| Organzza         | 30    | Rio de Janeiro, Rio de Janeeiro    | Vencedora  |
| Miranda Lebrão   | 33    | Rio de Janeiro, Rio de Janeeiro    | Finalistas |
| Betina Polaroid  | 46    | Rio de Janeiro, Rio de Janeeiro    | Finalistas |
| Hellena Malditta | 23    | Salvador, Bahia                    | Finalistas |
| Shannon Skarllet | 24    | Piraúba, Minas Gerais              | 5° Lugar   |
| Naza             | 22    | Monte Santo de Minas, Minas Gerais | 6° Lugar   |
| Dallas de Vil    | 26    | Campinas, São Paulo                | 7º Lugar   |
| Rubi Ocean       | 30    | Brasília, Distrito Federal         | 8° Lugar   |
| Aquarela         | 26    | Belo Horizonte, Minas Gerais       | 9° Lugar   |
| Melusine Sparkle | 26    | São José do Rio Preto, São Paulo   | 10° Lugar  |
| Tristan Soledade | 34    | Belém, Pará                        | 11° Lugar  |
| Diva More        | 42    | Jaquirana, Rio Grande do Sul       | 12° Lugar  |

## Progresso das concorrentes
| Concorrente      | 1/2    | 3      | 4      | 5      | 6      | 7      | 8      | 9      | 10     | 11        | 12        |
| ---------------- | ------ | ------ | ------ | ------ | ------ | ------ | ------ | ------ | ------ | --------- | --------- |
| Organzza         | VENCEU | VENCEU | SALVA  | BOM    | SALVA  | BOM    | BOM    | BTM2   | VENCEU | Convidada | Vencedora |
| Betina Polaroid  | BTM2   | RUIM   | SALVA  | SALVA  | SALVA  | BOM    | VENCEU | VENCEU | SALVA  | Convidada | Finalista |
| Hellena Malditta | BOM    | BOM    | VENCEU | SALVA  | VENCEU | RUIM   | BTM2   | RUIM   | BOM    | Convidada | Finalista |
| Miranda Lebrão   | RUIM   | BOM    | SALVA  | BOM    | BOM    | VENCEU | RUIM   | BOM    | BTM2   | Convidada | Finalista |
| Shannon Skarllet | BOM    | SALVA  | SALVA  | VENCEU | RUIM   | BTM2   | SALVA  | BTM2   | ELIM   | Convidada | Convidada |
| Naza             | SALVA  | SALVA  | VENCEU | SALVA  | BTM2   | SALVA  | ELIM   |        |        | Convidada | Convidada |
| Dallas de Vil    | BOM    | BTM2   | RUIM   | BTM2   | BOM    | ELIM   |        |        |        | Convidada | Convidada |
| Rubi Ocean       | BOM    | SALVA  | BOM    | RUIM   | ELIM   |        |        |        |        | Convidada | Convidada |
| Aquarela         | SALVA  | SALVA  | BTM2   | ELIM   |        |        |        |        |        | Convidada | Convidada |
| Melusine Sparkle | SALVA  | SALVA  | ELIM   |        |        |        |        |        |        | Convidada | Convidada |
| Tristan Soledade | BOM    | ELIM   |        |        |        |        |        |        |        | Convidada | Convidada |
| Diva More        | ELIM   |        |        |        |        |        |        |        |        | Convidada | Convidada |

 Vencedora  A participante foi declarada a vencedora da temporada.
 Finalista  A participante foi declarada uma das finalistas da temporada.
 VENCEU  A participante venceu o desafio do episódio.
 BOM  A participante recebeu críticas positivas, e foi declarada salva.
 BOM  A participante fez parte do time vencedor, e foi declarada salva.
 SALVA  A participante foi declarada salva.
 SALVA  A participante recebeu críticas dos jurados, e foi declarada salva.
 RUIM  A participante recebeu críticas negativas, e foi declarada salva.
 BTM  A participante ficou entre as piores, mas não foi eliminada.
 ELIM  A participante ficou entre as piores, e foi eliminada.

## Dublagens
| Episódio | Competidoras     | Competidoras    | Competidoras     | Música                                     | Eliminada                                       |
| -------- | ---------------- | --------------- | ---------------- | ------------------------------------------ | ----------------------------------------------- |
| 2        | Betina Polaroid  | vs.             | Diva More        | "Bandida" (Pabllo Vittar feat. Pocah)      | Diva More                                       |
| 3        | Dallas de Vil    | vs.             | Tristan Soledade | "Cachorrinhas" (Luísa Sonza)               | Tristan Soledade                                |
| 4        | Aquarela         | vs.             | Melusine Sparkle | "Cheguei" (Ludmilla)                       | Melusine Sparkle                                |
| 5        | Dallas de Vil    | vs.             | Aquarela         | "Vermelho" (Gloria Groove)                 | Aquarela                                        |
| 6        | Naza             | vs.             | Rubi Ocean       | "Shine It On" (Wanessa Camargo)            | Rubi Ocean                                      |
| 7        | Dallas de Vil    | vs.             | Shannon Skarllet | "Decadence Avec Elegance" (Deborah Blando) | Dallas de Vil                                   |
| 8        | Hellena Malditta | vs.             | Naza             | "Dois Trabalhos" (Donas)                   | Naza                                            |
| 9        | Organzza         | vs.             | Shannon Skarllet | "Festa" (Ivete Sangalo)                    | Nenhuma                                         |
| 10       | Miranda Lebrão   | vs.             | Shannon Skarllet | "Gueto" (Iza)                              | Shannon Skarllet                                |
| 12       | Betina Polaroid  | Betina Polaroid | Betina Polaroid  | "Envolver" (Anitta)                        | Betina Polaroid Hellena Malditta Miranda Lebrão |
| 12       | Hellena Malditta |                 |                  | "Envolver" (Anitta)                        | Betina Polaroid Hellena Malditta Miranda Lebrão |
| 12       | Miranda Lebrão   |                 |                  | "Envolver" (Anitta)                        | Betina Polaroid Hellena Malditta Miranda Lebrão |
| 12       | Organzza         |                 |                  | "Envolver" (Anitta)                        | Betina Polaroid Hellena Malditta Miranda Lebrão |

     A participante foi eliminada após primeira vez entre as piores.
     A participante foi eliminada após segunda vez entre as piores.
     A participante foi eliminada após sua terceira vez entre as piores.
     As participantes dublaram o lip sync final e ficaram em 2/3/4° lugar.

## Jurados Convidados
- Gretchen, cantora
- Flávio Verne, coreógrafo
- Hugo Gloss, jornalista
- Raphael Dumaresq, personalidade da TV
- Rafael Chalub,- humorista
- Kéfera Buchmann, atriz e influenciadora digital
- Maria Casadevall, atriz
- Bruna Linzmeyer, atriz
- Júnior Chicó, humorista
- Mauro Sousa, ator, produtor e diretor

### Convidados Especiais
Convidados especiais que apareceramnos episódios, mas não foram jurados na bancada.

#### Episódio 10
- Koichi Sonoda, maquiador
- Norvina, presidente da Anastasia Beverly Hills

#### Episódio 12
- Bruno Alcantara, modelo

## Episódios
| Geral # | Episódio # | Título                            | Data de Exibição       |
| ------- | ---------- | --------------------------------- | ---------------------- |
| 1       | 1          | "What's Up, Lindas!"              | 30 de Agosto de 2023   |
| 2       | 2          | "Rinhas de Picumã"                | 6 de Setembro de 2023  |
| 3       | 3          | "Tupiniqueens"                    | 13 de Setembro de 2023 |
| 4       | 4          | "Sereias do Atlântico"            | 20 de Setembro de 2023 |
| 5       | 5          | "Glamazônia"                      | 27 de Setembro de 2023 |
| 6       | 6          | "Snatch Game"                     | 4 de Outubro de 2023   |
| 7       | 7          | "O Brasil ama puppets!"           | 11 de Outubro de 2023  |
| 8       | 8          | "Ball Extravaganza"               | 18 de Outubro de 2023  |
| 9       | 9          | "Drag Shade Brasil"               | 25 de Outubro de 2023  |
| 10      | 10         | "Carnaval Makeover"               | 1 de Novembro de 2023  |
| 11      | 11         | "Quiprocó Drag"                   | 8 de Novembro de 2023  |
| 12      | 12         | "Drag Race Brasil - Grand Finale" | 15 de Novembro de 2023 |